# 詹姆斯·斯莱顿
詹姆斯·斯莱顿（英語：James Slatton，1947年7月30日—），美国前男子水球运动员。他曾代表美国国家队参加1972年夏季奥林匹克运动会水球比赛，结果队伍获得一枚铜牌。